# Kuźniczka (województwo opolskie)
Kuźniczka – wieś w Polsce położona w województwie opolskim, w powiecie oleskim, w gminie Praszka.

## Historia
Wieś pierwotnie nazywała się Kuźnica Gańska. Miejscowość historycznie należy do ziemi wieluńskiej. Ma metrykę średniowieczną i istnieje co najmniej od XV wieku. Wymieniona w spisanym po łacinie dokumencie z 1467 jako „minera in Gana". Była wsią szlachecką należącą do F. Kowalskiego herbu Wierusz .
Została odnotowana w historycznych dokumentach prawnych, własnościowych i podatkowych. W 1467 wymieniony został Andrzej Kudro z Kuźnicy Gańskiej, a w 1496 Jakub Hampek kuźnik pracujący we wsi. W 1552 wieś leżała w parafii Kowale .
Po rozbiorach Polski miejscowość znalazła się w zaborze rosyjskim. Jako folwark leżący 18. wiorst od Wielunia w powiecie wieluńskim, gminie i parafii Praszka wymienia ją XIX wieczny Słownik geograficzny Królestwa Polskiego. W 1884 folwark liczył 2. domy, w których mieszkało 24. mieszkańców.
W latach 1975–1998 miejscowość administracyjnie należała do województwa częstochowskiego.

## Obecnie
Na długości 2 km przez długość wsi jest położona droga asfaltowa. We wsi mieszka 40 osób i znajduje się 18 domów z czego 2 stoją puste i nieużywane.